# Diorygopyx asciculifer
Diorygopyx asciculifer là một loài bọ cánh cứng trong họ Bọ hung (Scarabaeidae).